# Juliet Itoya
Juliet Itoya (ur. 17 sierpnia 1986) – hiszpańska lekkoatletka nigeryjskiego pochodzenia specjalizująca się w skoku w dal.
Bez awansu do finału startowała na młodzieżowych mistrzostwach Europy w Debreczynie (2007). W 2013 zajęła 5. miejsce na igrzyskach śródziemnomorskich. Złota medalistka czempionatu ibero-amerykańskiego z 2014.
Złota medalistka mistrzostw Hiszpanii oraz reprezentantka kraju w meczach międzypaństwowych.
Rekordy życiowe: stadion – 6,80 (21 lipca 2018, Getafe) / 6,88w (10 lipca 2018, Ávila); hala – 6,51 (18 lutego 2017, Salamanka).

## Osiągnięcia
| Rok  | Impreza                                 | Miejsce        | Pozycja           | Wynik |
| ---- | --------------------------------------- | -------------- | ----------------- | ----- |
| 2007 | Młodzieżowe mistrzostwa Europy          | Debreczyn      | el. – 20. miejsce | 5,86  |
| 2013 | Igrzyska śródziemnomorskie              | Mersin         | 5. miejsce        | 6,23  |
| 2014 | Mistrzostwa ibero-amerykańskie          | São Paulo      | 1. miejsce        | 6,64  |
| 2014 | Mistrzostwa Europy                      | Zurych         | el. – 21. miejsce | 6,20  |
| 2016 | Mistrzostwa Europy                      | Amsterdam      | el. – 16. miejsce | 6,35  |
| 2016 | Igrzyska olimpijskie                    | Rio de Janeiro | el. – 22. miejsce | 6,35  |
| 2017 | Halowe mistrzostwa Europy               | Belgrad        | el. – 11. miejsce | 6,36  |
| 2017 | Superliga drużynowych mistrzostw Europy | Lille          | 7. miejsce        | 6,32  |
| 2018 | Mistrzostwa Europy                      | Berlin         | 10. miejsce       | 6,38  |